# Арва (Прахова)
Арва (рум. Arva) — село у повіті Прахова в Румунії. Входить до складу комуни Валя-Келугеряске.
Село розташоване на відстані 58 км на північ від Бухареста, 10 км на схід від Плоєшті, 88 км на південний схід від Брашова.

## Населення
За даними перепису населення 2002 року у селі проживали 552 особи, усі — румуни. Усі жителі села рідною мовою назвали румунську.